# Liste des évêques haïtiens
Cette liste des évêques haïtiens regroupe les noms des actuels évêques catholiques des diocèses d'Haïti, mais également des évêques haïtiens au service de la curie ou de diocèses étrangers.

## Conférence épiscopale d'Haïti
L'ensemble des évêques des diocèses haïtiens forme la conférence des évêques d'Haïti. Elle fait partie du Conseil épiscopal latino-américain (CELAM), avec une vingtaine d’autres conférences épiscopales.

## Organisation de l'Église à Haïti
L'Église catholique en Haïti est organisée, dès le 3 octobre 1861, par l'érection de  l'archidiocèse de Port-au-Prince et des diocèses de Cap-Haïtien des Cayes, des Gonaïves et de Port-de-Paix dépendant jusqu'alors de l'archidiocèse de Saint-Domingue, jusque-là seul diocèse de l'île d'Hispaniola.
Depuis 2008, l'église haïtienne est organisée en dix diocèses et deux provinces ecclésiastiques ayant respectivement pour sièges Port-au-Prince et Cap-Haïtien.
Chacune de ces deux provinces a, à sa tête, un archevêque métropolitain qui est à la fois évêque de son propre diocèse mais également premier des évêques de la province, et à ce titre coordinateur du travail des évêques des diocèses suffragants.

## Diocèses haïtiens

### Province de Port-au-Prince
- Port-au-Prince : Max Leroy Mésidor, archevêque; Wismick JEAN-CHARLES SMM, Sander Louis-Jean  évêque auxiliaire; Joseph Lafontant évêque auxiliaire émérite
- Anse-à-Veau et Miragoâne : Pierre-André Dumas, évêque
- Jacmel : Glandas Toussaint, évêque
- Jérémie : Gontran Décoste, S.J, évêque; Joseph Willy Romélus, évêque émérite
- Les cayes : cardinal Chibly Langlois, évêque; Jean Alix Verrier(Décédé)

### Province de Cap-Haïtien
- Cap-Haïtien : Launay Saturné[3], archevêque ; Louis Kébreau, S.D.B, archevêque émérite
- Fort-Liberté :  Quesnel Alphonse, S.M.M, évêque
- Hinche : Désinord Jean, évêque
- Les Gonaïves : Yves-Marie Péan, C.S.C, évêque.
- Port-de-Paix : Charles Barthélus, évêque; Pierre-Antoine Paulo, O.M.I. Décédé le 4 février 2021; Frantz Colimon, S.M.M, mort le 4 novembre 2022.

## Au service de diocèses étrangers
- Brooklyn (États-Unis) : Guy Sansaricq évêque auxiliaire mort le 21 août 2021.